# Central Collegiate Hockey Association
| Central Collegiate Hockey Association | Central Collegiate Hockey Association |
| ------------------------------------- | ------------------------------------- |
| Logo der Hockey East                  |                                       |
| Gründungsjahr                         | 1971                                  |
| Auflösungsjahr                        | 2013                                  |
| Mitglieder                            | 11                                    |
| Sport                                 | Eishockey                             |
| Region                                | Mittlerer Westen                      |
| Bundesstaaten                         | 4 – Alaska, Indiana, Michigan, Ohio   |
| Hauptsitz                             | Farmington Hills, Michigan            |
| Vorsitzender                          | Fred Pletsch                          |

Die Central Collegiate Hockey Association (CCHA) war eine US-amerikanische Universitäts- und Collegesportliga, die von 1971 bis 2013 existierte und vor allem im Mittleren Westen der Vereinigten Staaten angesiedelt war. Sie gehörte zur Division I der National Collegiate Athletic Association und war eine reine Männer-Eishockey-Conference. Ihre Meisterschaft spielte die Liga, die 1971 gegründet wurde, jährlich in der zweiten Märzwoche in der Joe Louis Arena in Detroit, Michigan, aus. Nach Auflösung der Liga traten die Teilnehmer entweder den bereits bestehenden Western Collegiate Hockey Association, Big Ten Conference und Hockey East bei oder schlossen sich der neugegründeten National Collegiate Hockey Conference an.

## Teilnehmer
Die Herren-Division hatte zuletzt elf Mitglieder, ehe sie 2013 aufgelöst wurde.
| Institution                    | Stadt            | Bundesstaat | Team- name     | Gründungs- jahr | Zugehörig- keit   | Studenten- zahl | Teilnehmer ab | Universitäts- liga                 |
| ------------------------------ | ---------------- | ----------- | -------------- | --------------- | ----------------- | --------------- | ------------- | ---------------------------------- |
| University of Alaska Fairbanks | Fairbanks        | Alaska      | Nanooks        | 1917            | Staatlich         | 9.380           | 1995          | Great Northwest (D-II)             |
| Bowling Green State University | Bowling Green    | Ohio        | Falcons        | 1910            | Staatlich         | 20.200          | 1971          | Mid-American                       |
| Ferris State University        | Big Rapids       | Michigan    | Bulldogs       | 1884            | Staatlich         | 12.547          | 1979          | Great Lakes Intercollegiate (D-II) |
| Lake Superior State University | Sault Ste. Marie | Michigan    | Lakers         | 1946            | Staatlich         | 2.907           | 1972          | Great Lakes Intercollegiate (D-II) |
| Miami University               | Oxford           | Ohio        | RedHawks       | 1809            | Staatlich         | 15.726          | 1980          | Mid-American                       |
| University of Michigan         | Ann Arbor        | Michigan    | Wolverines     | 1817            | Staatlich         | 40.025          | 1981          | Big Ten                            |
| Michigan State University      | East Lansing     | Michigan    | Spartans       | 1855            | Staatlich         | 45.166          | 1981          | Big Ten                            |
| Northern Michigan University   | Marquette        | Michigan    | Wildcats       | 1899            | Staatlich         | 9.400           | 1977          | Great Lakes Intercollegiate (D-II) |
| University of Notre Dame       | South Bend       | Indiana     | Fighting Irish | 1842            | Privat Katholisch | 11.415          | 1981          | Big East                           |
| Ohio State University          | Columbus         | Ohio        | Buckeyes       | 1870            | Staatlich         | 51.818          | 1971          | Big Ten                            |
| Western Michigan University    | Kalamazoo        | Michigan    | Broncos        | 1903            | Staatlich         | 26.239          | 1975          | Mid-American                       |

### Vorherige Teilnehmer
- University of Illinois, 1982–1996
- Kent State University, 1992–1994
- Michigan Technological University, 1981–1984, inzwischen in der WCHA
- Ohio University, 1971–1973
- Saint Louis University, 1971–1979
- University of Nebraska at Omaha, 1999–2010, inzwischen in der WCHA

### Meister
| - 1972: Ohio State/Saint Louis - 1973: Saint Louis - 1974: Lake Superior State/Saint Louis - 1975: Saint Louis - 1976: Bowling Green - 1977: Saint Louis - 1978: Bowling Green - 1979: Bowling Green - 1980: Northern Michigan - 1981: Northern Michigan - 1982: Bowling Green - 1983: Bowling Green - 1984: Bowling Green - 1985: Michigan State | - 1986: Michigan State - 1987: Bowling Green - 1988: Lake Superior State - 1989: Michigan State - 1990: Michigan State - 1991: Lake Superior State - 1992: Michigan - 1993: Miami - 1994: Michigan - 1995: Michigan - 1996: Lake Superior State/Michigan - 1997: Michigan - 1998: Michigan State - 1999: Michigan State | - 2000: Michigan - 2001: Michigan State - 2002: Michigan - 2003: Ferris State - 2004: Michigan - 2005: Michigan - 2006: Miami - 2007: Notre Dame - 2008: Michigan - 2009: Notre Dame - 2010: Miami - 2011: Michigan - 2012: Ferris State - 2013: Miami |

## Erfolge der teilnehmenden Mannschaften
- Bowling Green Falcons

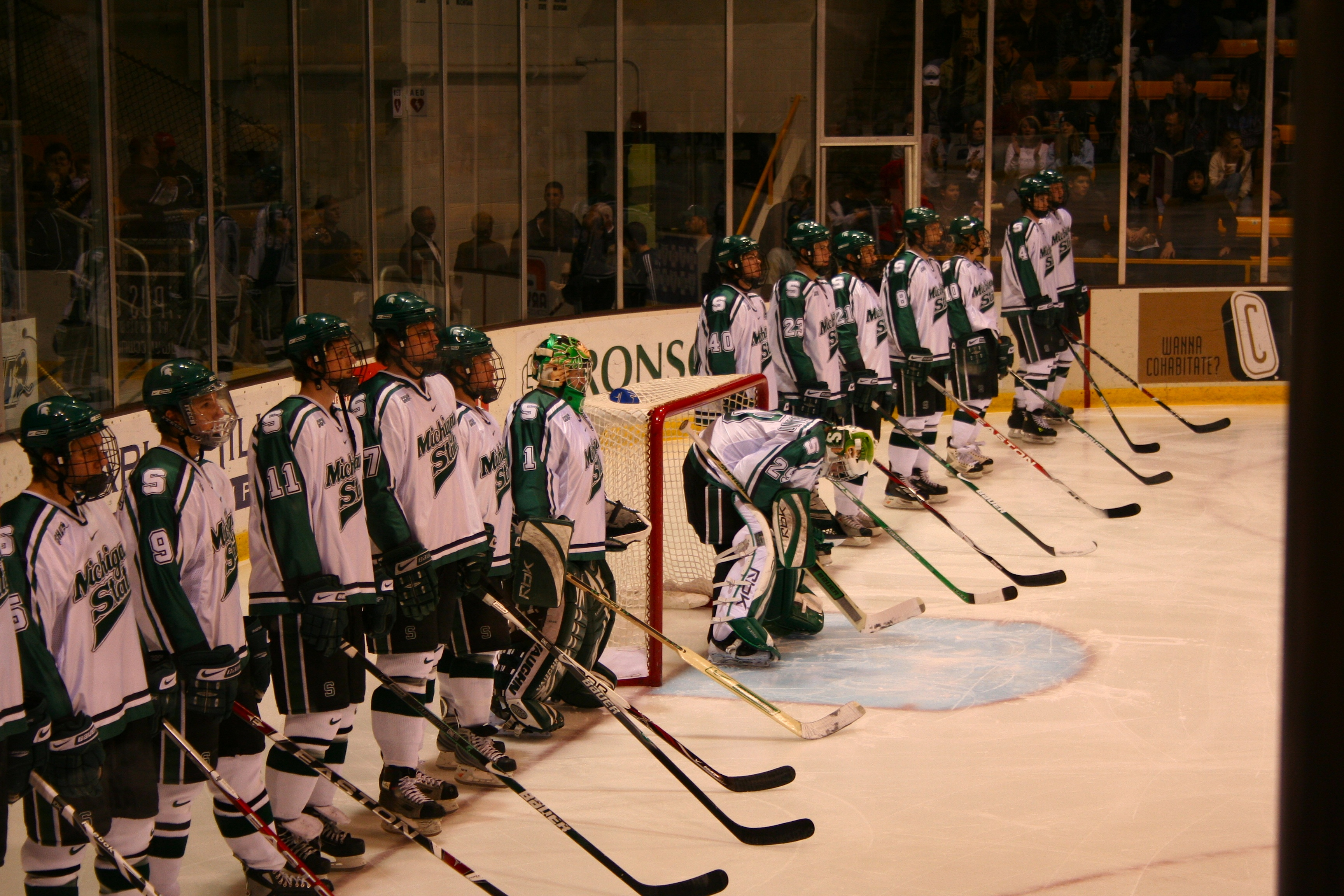
Mannschaft der Michigan State University im Jahr 2008

  - fünfmal Meister der regulären Saison (1973, 1977, 1978, 1979, 1988)
  - siebenmal Meister der CCHA (1976, 1978, 1979, 1982, 1983, 1984, 1987)
  - einmal Meister der NCAA (1984)
- Ferris State Bulldogs
  - zweimal Meister der CCHA (2003, 2012)
- Lake Superior State Lakers
  - viermal Meister der regulären Saison (1991, 1992, 1993, 1995)
  - viermal Meister der CCHA (1974, 1988, 1991, 1996)
  - dreimal Meister der NCAA (1988, 1992, 1994)
  - zweimal Meister der NAIA (1972, 1974)
- Miami RedHawks
  - viermal Meister der CCHA (1993, 2006, 2010, 2013)
- Michigan Wolverines
  - siebenmal Meister der regulären Saison (1994, 1996, 1997, 1999, 2002, 2003, 2005)
  - achtmal Meister der CCHA (1992, 1994, 1995, 1997, 2000, 2002, 2004, 2005)
  - neunmal Meister der NCAA (1948, 1951, 1952, 1953, 1955, 1956, 1964, 1996, 1998)
- Michigan State Spartans
  - elfmal Meister der regulären Saison (1982, 1983, 1984, 1985, 1987, 1989, 1990, 1998, 2000, 2001, 2006)
  - siebenmal Meister der CCHA (1985, 1986, 1989, 1990, 1998, 1999, 2001)
  - dreimal Meister der NCAA (1966, 1986, 2007)
- Northern Michigan Wildcats
  - zweimal Meister der regulären Saison (1980, 1981)
  - zweimal Meister der CCHA (1980, 1981)
  - einmal Meister der NCAA (1991)
- Notre Dame Fighting Irish
  - einmal Meister der regulären Saison (2007)

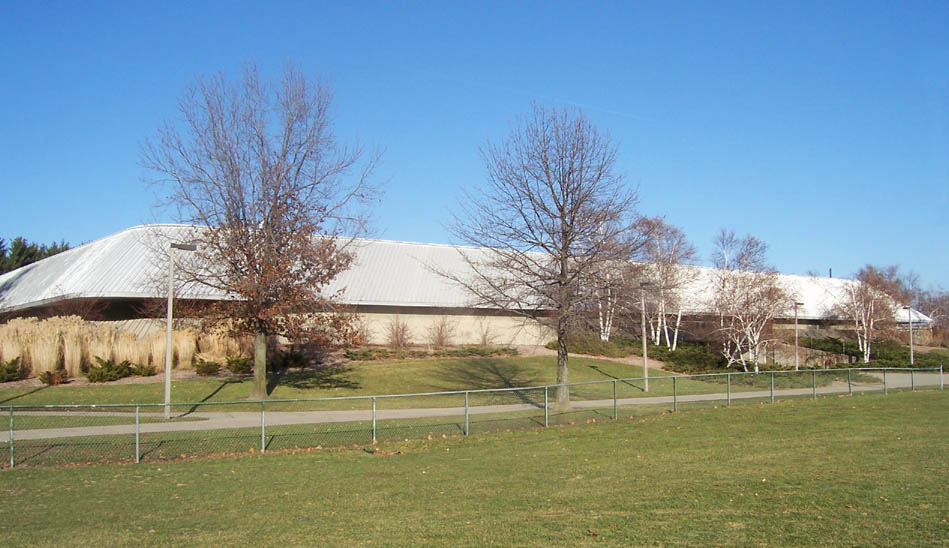
Munn Ice Arena

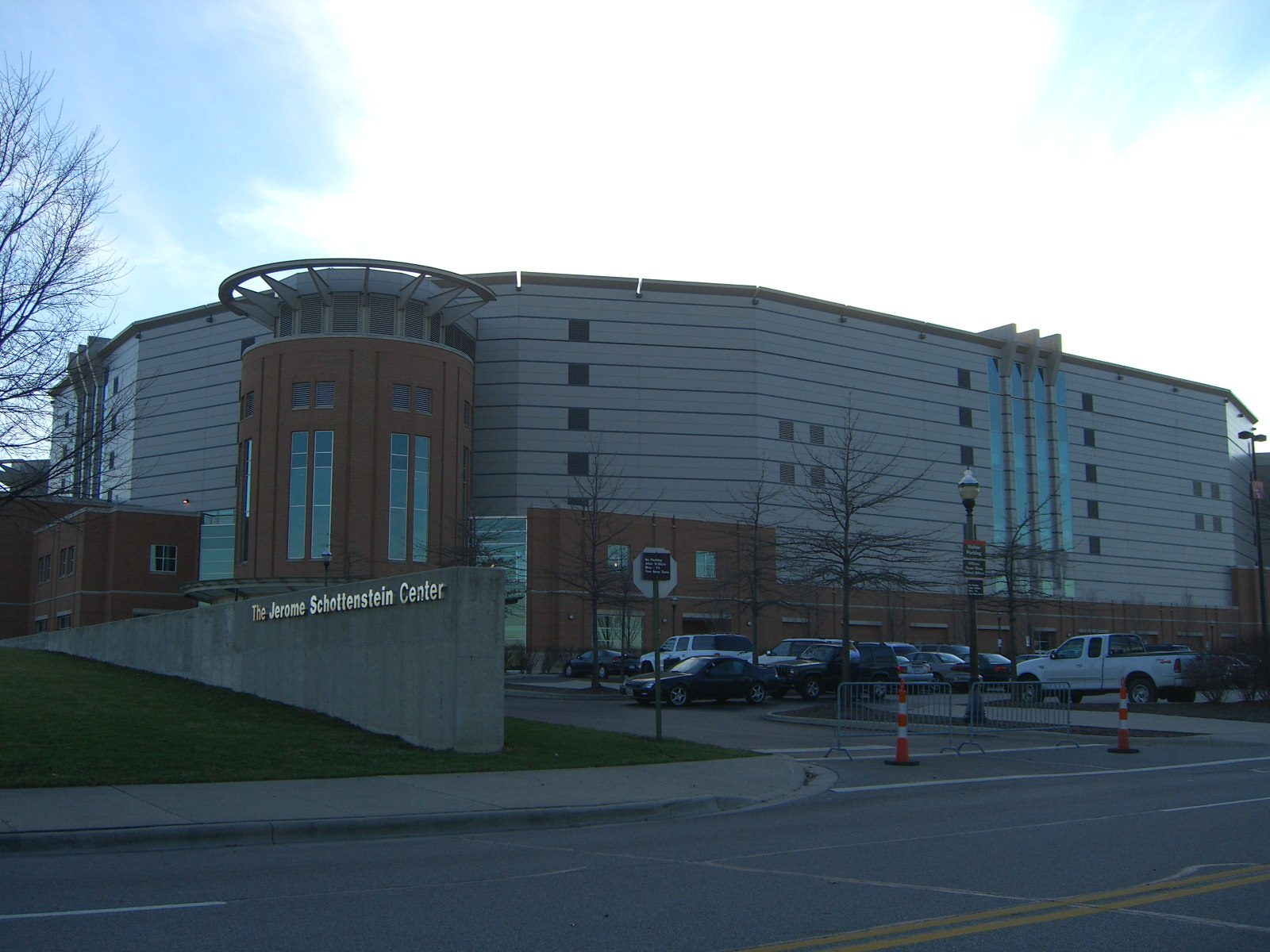
Value City Arena im Jerome Schottenstein Center

  - einmal Meister der CCHA (2007)
- Ohio State Buckeyes (Damen nehmen in der WCHA teil)
  - zweimal Meister der regulären Saison (1972, 2004)
  - einmal Meister der CCHA (1972)
- Western Michigan Broncos
  - einmal Meister der regulären Saison (1986)

## Spielstätten der Conference
| Universität         | Arena               | Kapazität |
| ------------------- | ------------------- | --------- |
| Alaska Fairbanks    | Carlson Center      | 4.500     |
| Bowling Green       | BGSU Ice Arena      | 5.000     |
| Ferris State        | Ewigleben Arena     | 2.641     |
| Lake Superior State | Taffy Abel Arena    | 4.000     |
| Miami               | Goggin Ice Center   | 3.842     |
| Michigan            | Yost Ice Arena      | 6.377     |
| Michigan State      | Munn Ice Arena      | 6.170     |
| Northern Michigan   | Berry Events Center | 3.902     |
| Notre Dame          | Joyce Center Rink   | 2.763     |
| Ohio State          | Value City Arena    | 17.500    |
| Western Michigan    | Lawson Arena        | 3.667     |